# Амбр
Амбр (фр. и окс. Ambres) — коммуна во Франции, находится в регионе Юг — Пиренеи. Департамент — Тарн. Входит в состав кантона Лавор. Округ коммуны — Кастр.
Код INSEE коммуны — 81011.

## География
Коммуна расположена приблизительно в 580 км к югу от Парижа, в 33 км северо-восточнее Тулузы, в 35 км к юго-западу от Альби.
По территории коммуны протекает река Агу и её приток — река Даду.

## Климат
Климат умеренно-океанический. Зима мягкая и дождливая, лето жаркое с частыми грозами. Ветры довольно редки.

## Население
Население коммуны на 2010 год составляло 945 человек.
| 1962 | 1968 | 1975 | 1982 | 1990 | 1999 | 2010 |
| ---- | ---- | ---- | ---- | ---- | ---- | ---- |
| 586  | 580  | 581  | 626  | 701  | 735  | 945  |

## Экономика
В 2007 году среди 543 человек в трудоспособном возрасте (15—64 лет) 415 были экономически активными, 128 — неактивными (показатель активности — 76,4 %, в 1999 году было 73,2 %). Из 415 активных работали 371 человек (197 мужчин и 174 женщины), безработных было 44 (17 мужчин и 27 женщин). Среди 128 неактивных 49 человек были учениками или студентами, 48 — пенсионерами, 31 были неактивными по другим причинам.

## Достопримечательности
- Голубятня Монплезир (1891 год). Исторический памятник с 2010 года.[4]

## Фотогалерея

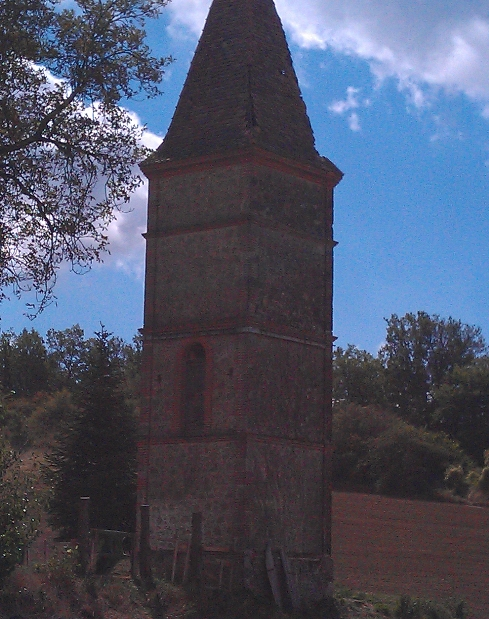
Голубятня Монплезир
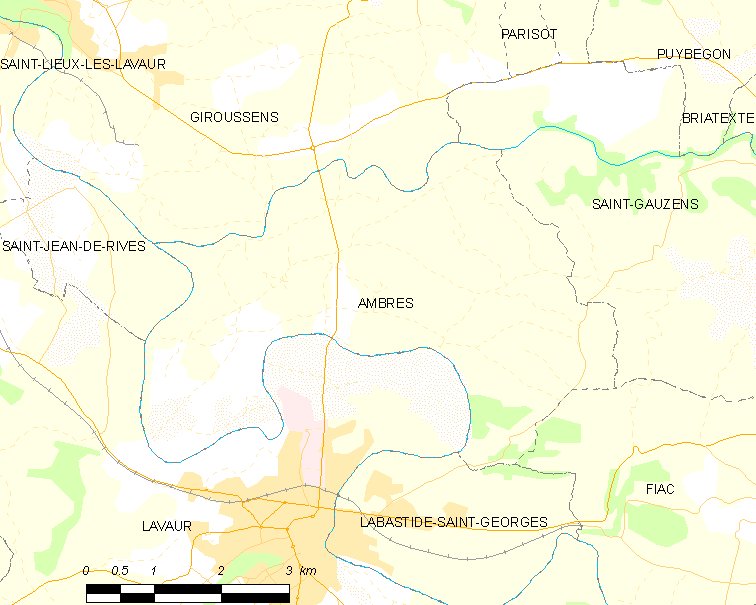
Карта коммуны